# Friedrich Wilhelm Feldmann
Fritz Feldmann oder Friedrich Feldmann; eigentlich Friedrich Wilhelm Ferdinand Feldmann (* 24. Juni 1846 in Kommern bei Euskirchen; † 25. Februar 1911 in Bordighera bei Ventimiglia, Italien) war ein deutscher Bautechniker und Bauunternehmer, Bürgermeister von Wilhelmshaven (1881–1883), Oberbürgermeister (1884–1907) und Ehrenbürger von Saarbrücken.

## Leben
Sein Vater war der Bergmeister Wilhelm Alexander Feldmann, der im Geburtsjahr des Sohnes zum Bergamt Saarbrücken versetzt wurde und deswegen in die der Stadt benachbarte Gemeinde St. Johann (Saar) übersiedelte. Friedrich Wilhelm blieb mit seiner Mutter, von der nichts überliefert ist, zunächst an seinem Geburtsort. Dort besuchte er die örtlichen Schulen und bestand im Sommer 1865 das Abitur am Gymnasium am Burgplatz in Essen. Nach einer Baulehre studierte er 1866–1868 Bautechnik an der Berliner Bauakademie. Im Herbst 1868 trat er seine erste Stelle als Bautechniker in Berlin an. Es folgte seine Militärzeit. Während des Deutsch-Französischen Krieges, an dem er als Freiwilliger teilnahm, wurde Feldmann im Herbst 1870 nördlich von Paris schwer verwundet. Anschließend war er 1871–1872 bei der Berliner Firma Ende & Böckmann am Ausbau des bereits zum 17. Juni 1869 eingeweihten Kriegshafens bei Wilhelmshaven beteiligt. Ebenfalls dort gründete er sein erstes eigenes Bauunternehmen.
Am 17. Februar 1873 heiratete er die Arzttochter Elisabeth, geb. Herbertz (1848–1877) aus Worringen bei Köln. Aus der Ehe gingen drei Kinder hervor. Nach dem frühen Tod von Elisabeth Feldmann heiratete er am 19. April 1879 in Wandsbek (heute Hamburg-Wandsbek) seine zweite Frau Martha, geb. Nolte (1852–1929), die Tochter eines Hamburger Seidenhändlers. Sie war die Schwägerin von Julius Preller (1834–1914), dem Direktor der Vareler Eisenwerke AG, der in seiner Zeit auch als Landschaftsmaler bekannt war. In der zweiten Ehe wurden sieben Kinder geboren. Einer der Söhne aus der zweiten Ehe, der Journalist und Publizist Wilhelm Feldmann (1880–1947), war Auslandskorrespondent verschiedener deutscher Zeitungen, vor allem des Berliner Tageblatts, und galt in seiner Zeit als einer der besten Kenner der Innen- und Außenpolitik des Osmanischen Reiches bzw. ab 1923 der Republik Türkei.
1880 wurde Feldmann zunächst Beigeordneter des Wilhelmshavener Bürgervorsteherkollegiums. Nach Aufgabe des Bauunternehmens wurde er schon am 1. Juni des Folgejahres 1881 zum Bürgermeister gewählt; das Amt übte er bis Ende 1883 aus. Nach Darstellung seines Sohnes Wilhelm förderte er während seiner Amtszeit den Ausbau der Stadt mit großem Engagement, zum Teil unter Inkaufnahme erheblicher privater finanzieller Einbußen. Aus seiner Zeit als Bürgermeister wurden jedoch auch Unregelmäßigkeiten sowohl bei den kommunalen Finanzen öffentlich als auch bei der Sparkasse Wilhelmshaven, die er als Aufsichtsratsvorsitzender geleitet hatte. Für den entstandenen Schaden wurde er später – 1889 – gerichtlich haftbar gemacht.
1883 siedelte er nach Saarbrücken über und trat dort eine Bürgermeisterstelle an. Kurz vor dem Ende seiner Amtszeit als Oberbürgermeister, am 1. Oktober 1907 zog Feldmann nach Freiburg im Breisgau, um dort seinen Lebensabend zu verbringen. Auf einer späteren Italienreise verstarb er plötzlich. Feldmanns Urne wurde nach Saarbrücken überführt und am 7. März 1911 im Gräberfeld des Ehrentals, heute Bestandteil des Deutsch-Französischen Gartens, beigesetzt.

## Militärische Karriere
Feldmann nahm als Einjährig-Kriegsfreiwilliger am Deutsch-Französischen Krieg 1870/71 teil. Am 28. Oktober 1870 erlitt er eine schwere Verwundung an der rechten Hand in einer Schlacht bei La Formerie. Feldmann als Bürgermeister begrüßte am 1. April 1887 das einrückende Infanterieregiment 1870 in Saarbrücken. 1898 folgte die Reitende Abteilung des 8. Feldartillerieregimentes.

## Öffentliche Ämter
1873 konstituierte sich die Stadtverwaltung Wilhelmshaven. Feldmann wurde zunächst Bürgervorsteher-Wortführer. 1880 avancierte er zum besoldeten Beigeordneten und stellvertretenden Bürgermeister. Nachdem die Saarbrücker Stadtverordneten am 7. Mai 1883 beschlossen hatten, künftig einen besoldeten Bürgermeister anzustellen, stellte sich Feldmann dort am 5. Oktober 1883 zur Wahl. Am 29. November wurde seine Wahl bestätigt, die Amtseinführung erfolgte am 7. Januar 1884. Im letzten Quartal des Jahres 1907 endete Feldmanns Amtszeit. Auf Beschluss der Saarbrücker Stadtverordnetenversammlung vom 15. August 1907, bestätigt am 1. Oktober, erhielt Paul Schmook, Bürgermeister in Burbach-Malstatt, den Auftrag zur kommissarischen Amtsführung ab dem 19. Oktober 1907.

## Erschließungen und Bautätigkeit im Saarbrücker Amt
Feldmann erkannte, dass die Zukunft Saarbrückens nur in der Expansion des Stadtgebietes, der Modernisierung von Verkehrswegen und Infrastruktur, sowie einer dazu passenden städtischen Baupolitik gedeihen konnte. Dazu schaffte er rigoros Platz, etwa durch den Abriss des Günderrodschen Hauses und des ehemals fürstlichen Marstalls für die Ziele seiner Stadtplanung. 1887 wurde die erste Fernsprecheinrichtung in Betrieb genommen. Im Jahr 1889 das Städtische Gaswerk in der Hohenzollernstraße, die Keimzelle der heutigen Stadtwerke. 1894 wurde die Kaiser-Wilhelm-Brücke über die Saar nach Malstatt fertiggestellt, die heutige Gersweiler-Brücke. 1895 begann der Bau des Saarbrücker Elektrizitätswerkes. 1896 plante Feldmann zwei Straßenbahnlinien durchs Stadtgebiet und schloss dazu einen Vertrag mit der Berliner Straßenbahngesellschaft. Im Jahr 1897 erreichte er eine Expansion des Stadtgebietes nach Osten durch den Anschluss der Gemeinde Sankt Arnual. Die Erschließung des Trillers, des Reppersbergs und des Hintertals nach Südwesten gehen auf seine Initiative zurück. Am 2. März 1899 nahm Feldmann die Enthüllung eines Bismarckdenkmals auf dem Schlossplatz vor. Am 14. Mai 1904 vollzog Feldmann in Anwesenheit des Kaiserpaares die Enthüllung eines Reiterstandbilds Wilhelm I. auf der Alten Brücke. Sein Expansionswille in Richtung Sankt Johann war indes ungebrochen. Noch kurz vor seinem Ausscheiden als Oberbürgermeister gab es 1907 wieder Gespräche mit Stadtratsmitgliedern aus Sankt Johann, die jedoch diesmal einen Ausschluss der weiteren potenziell infrage kommenden Nachbarorte Burbach-Malstatt bei einer geplanten Fusionierung als Bedingung vorsahen. Und er betrieb die Verhandlungen unter Umgehung des Dienstweges im Geheimen – dafür erhielt er eine disziplinarische Abmahnung durch den Regierungspräsidenten.

## Duell um die Stadteinigung
Am 22. Oktober 1894 duellierte sich Feldmann im Saarbrücker Irgental (heute: Stadtteil Güdingen-Unner) mit seinem Sankt Johanner Amtskollegen Paul Neff. Anlass waren Streitigkeiten um die Einbeziehung der rechts der Saar gelegenen, damals autonomen Stadt Sankt Johann zu Saarbrücken. Der durchaus ernst gemeinte Waffengang mit Pistolen endete glimpflich. Feldmann obsiegte und Neff wurde nur leicht am Kinn verletzt. Beide Duellanten mussten sich zwar später vor Gericht verantworten, wurden jedoch den damaligen Gepflogenheiten entsprechend nur zu geringen Ehrenstrafen verurteilt. Feldmann erhielt sechs Monate Festungshaft, wurde jedoch bereits nach drei Wochen Aufenthalt auf dem Ehrenbreitstein bei Koblenz begnadigt. Weder über den Anlass des Ehrenhändels noch über die Verurteilung wurde jemals mehr bekannt. Der Zusammenschluss Saarbrückens mit Sankt Johann und Burbach-Malstatt zur Großstadt kam erst am 1. April 1909 zustande – einen Tag zuvor trat Neff in den Ruhestand, Feldmanns Amtszeit endete bereits 15 Monate früher.

## Soziales

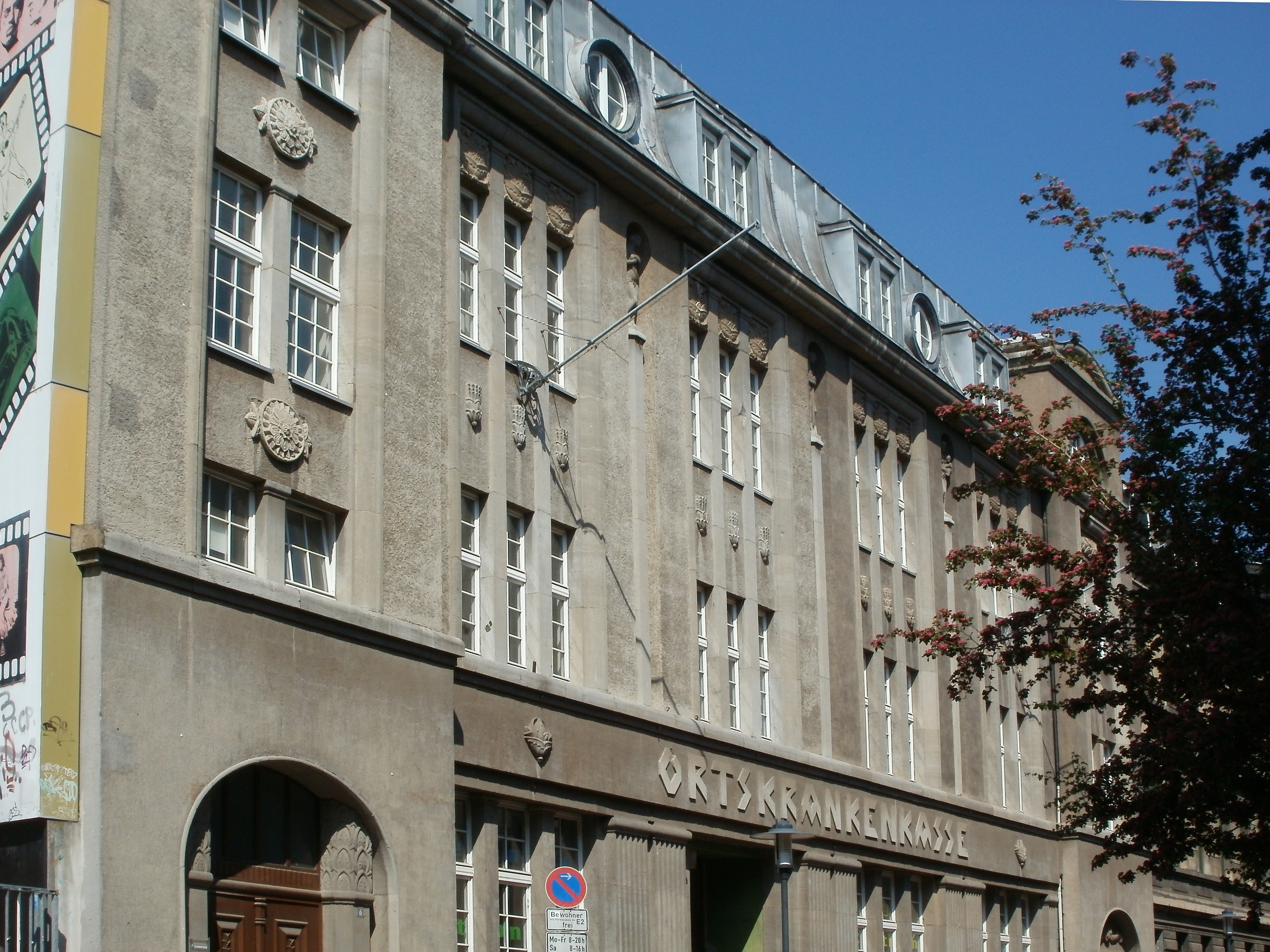
Historisches Gebäude der Saarbrücker Ortskrankenkasse von 1897, heute Jugendzentrum Försterstraße

Der Initiative Feldmanns wird die Einrichtung einer Ortskrankenkasse zugeschrieben. Außerdem errichtete er 1896 eine Witwen- und Waisenkasse für städtische Beamte.

## Ehrungen

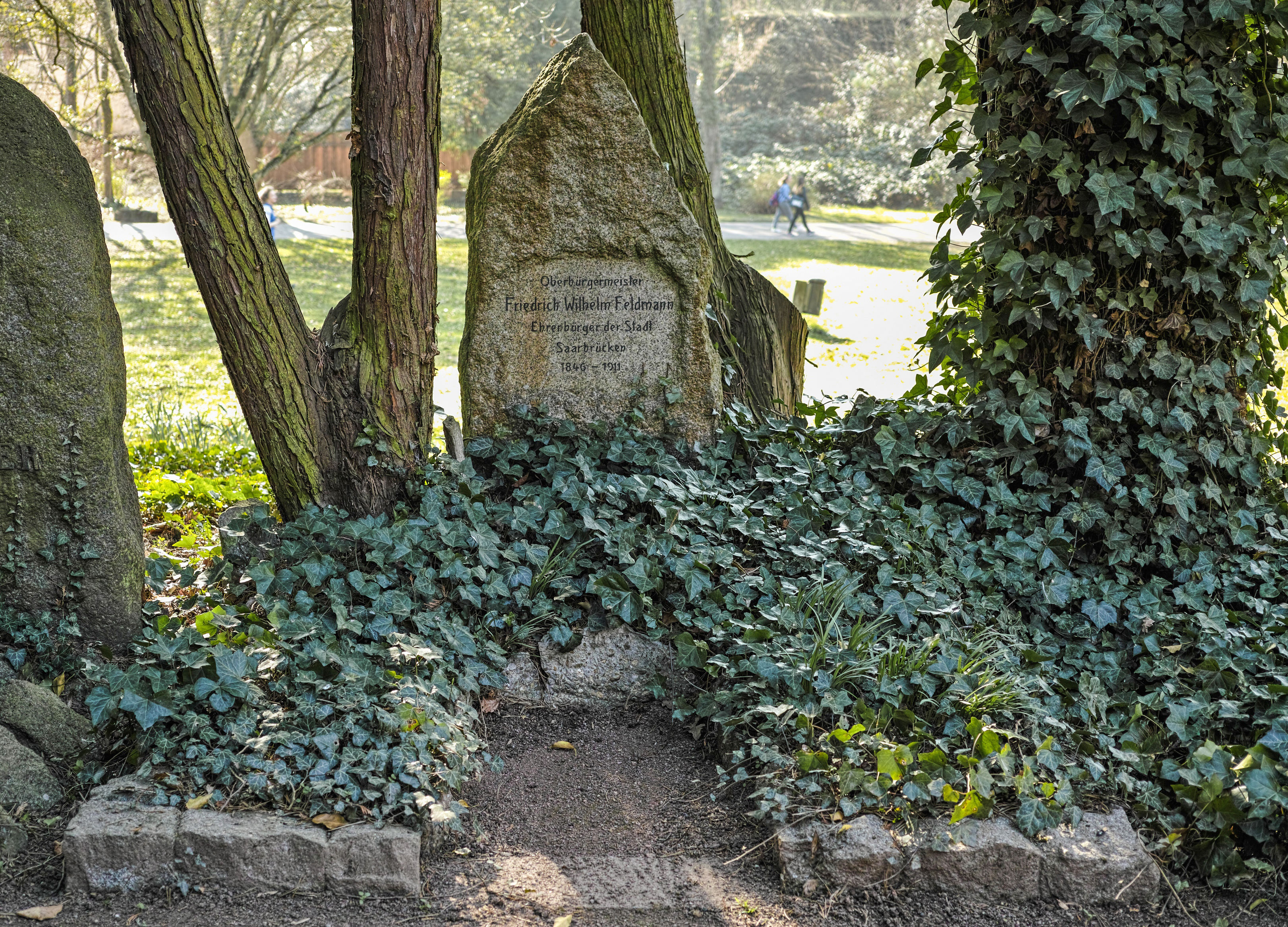
Feldmanns Grab im Ehrental

- Ernennung zum Oberbürgermeister (5. Dezember 1907)
- Kronenorden IV. Klasse
- Ernennung zum Ehrenbürger Saarbrückens (9. Dezember 1907)
- Entpflichtung als Oberbürgermeister (1. Januar 1908)